# Cosplay

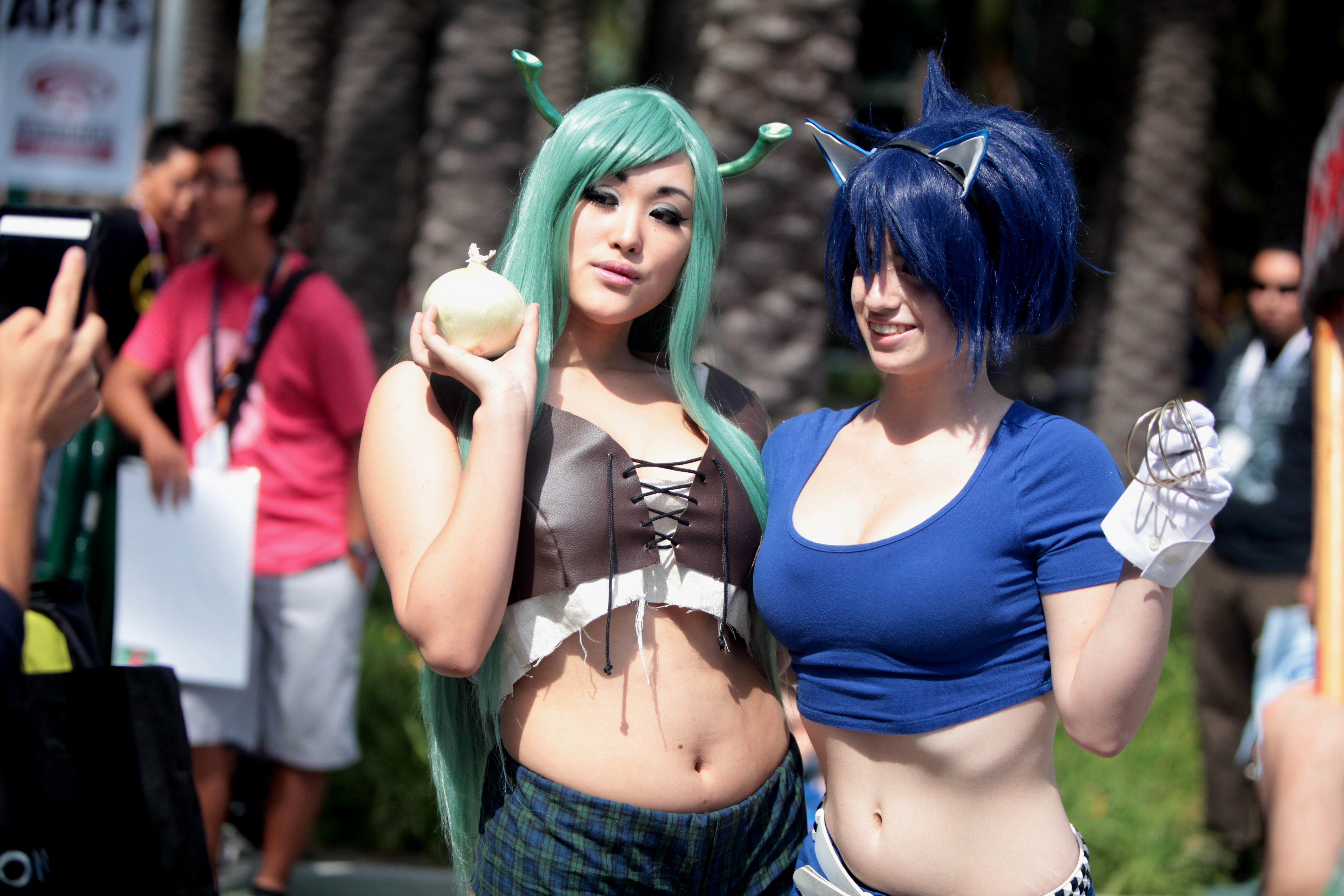
Hai nữ cosplayer tại sự kiện Wondercon 2015.

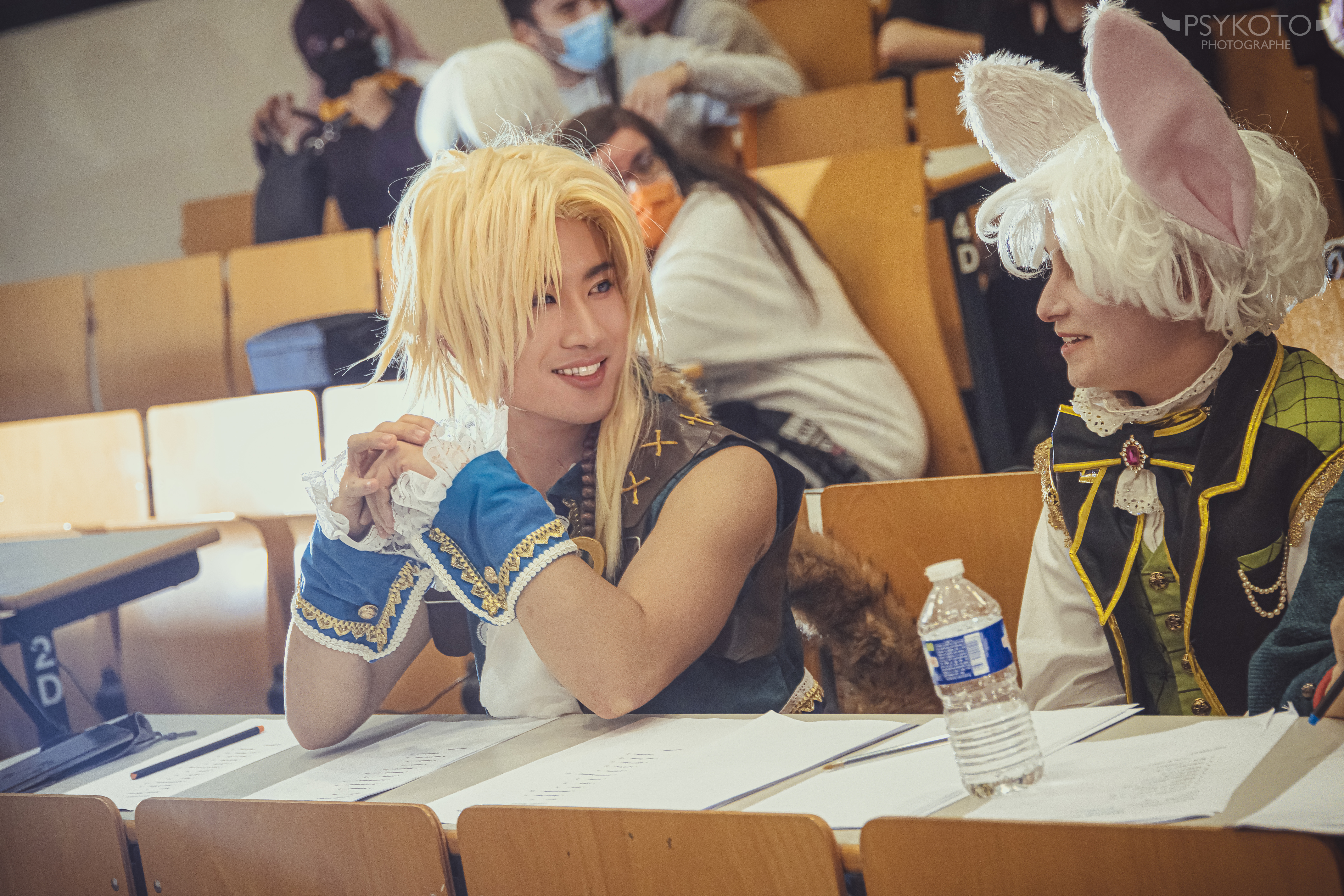
Hai nam cosplayer.

Cosplay là một từ tiếng Anh do người Nhật sáng tạo ra. Khái niệm "cosplay" bắt đầu từ từ mượn tiếng Nhật kosupure (コスプレ), được ghép từ hai từ tiếng Anh là "costume" và "play". Từ này chỉ việc người hâm mộ các nhân vật trong manga, anime, tokusatsu, truyện tranh sách, tiểu thuyết đồ họa, video game, phim giả tưởng, ca sĩ, quân nhân, nhân vật chính trị... ăn mặc hoặc có điệu bộ giống nhân vật mà mình yêu thích. Những người này được gọi là "cosplayer" (ở Nhật đôi khi gọi tắt là reya レイヤー). Họ có thể lập các nhóm/câu lạc bộ để luyện tập và diễn cùng nhau. Ngoài ra, họ còn tham gia vào các sự kiện, lễ hội liên quan đến các tác phẩm nghệ thuật có nhân vật giả tưởng được yêu thích, hoặc thậm chí tổ chức sự kiện riêng để biểu diễn.

## Lịch sử
Khái niệm này được sáng tạo bởi Nobuyuki Takahashi, xuất hiện lần đầu trên tạp chí My Anime (マイアニメ) số ra tháng 6 năm 1983. Ban đầu, các tiết mục hóa trang thành các nhân vật hư cấu được gọi là "Masquerade", nhưng ở Nhật Bản, từ mượn của từ này (マスカレード, masukarēdo) lại mang nghĩa chỉ các buổi dạ hội hóa trang. Vì vậy, Takahashi muốn sử dụng một từ khác phù hợp hơn, vì thế ông đã tạo ra khái niệm "cosplay", kết hợp giữa hai từ tiếng Anh "costume" và "play". Mặc dù nó là một từ mượn tiếng Anh nhưng nó đã được các nước nói tiếng Anh sử dụng lại.
Từ cuối thập niên 1960, ở Hoa Kỳ, trong các lễ hội khoa học viễn tưởng (SF convention) đã có tiết mục biểu diễn của những người ăn mặc đóng giả các nhân vật trong các tác phẩm hư cấu, gọi là tiết mục masquerade. Các lễ hội hư cấu khoa học từ Hoa Kỳ đã lan sang nhiều nước khác, trong đó có Nhật Bản. Trong các lễ hội khoa học viễn tưởng đầu tiên tổ chức ở Nhật Bản cũng đã có tiết mục biểu diễn trang phục. Trong lễ hội lần thứ 17 ở Nhật Bản, nhóm Rōreriasu đã ăn mặc giống với nhân vật trong truyện Barsoom. Những người khác trong lễ hội đó trông thấy lại tưởng nhầm là nhóm Roreriasu ăn mặc giả nhân vật trong manga Umino toriton. Bản thân nhóm này cũng không bác bỏ sự hiểu nhầm nói trên. Môn cosplay ở Nhật Bản khởi nguồn như vậy. Sau này, trong các lễ hội khoa học viễn tưởng ở Nhật Bản đều có chương trình thi diễn cosplay.